# Tonadico
Tonadico és un antic municipi italià, dins de la província de Trento. L'any 2007 tenia 1.462 habitants. Limitava amb els municipis de Canale d'Agordo (BL), Falcade (BL), Fiera di Primiero, Gosaldo (BL), Moena, Predazzo, Sagron Mis, Siror, Taibon Agordino (BL), Transacqua i Voltago Agordino (BL).
L'1 de gener 2016 es va fusionar amb els municipis de Siror, Fiera di Primiero i Transacqua creant així el nou municipi de Primiero San Martino di Castrozza, del qual actualment és una frazione.

## Administració
| Període | Identitat       | Partit        |
| ------- | --------------- | ------------- |
| 2005-   | Fabio Bernardin | Llista cívica |